# Michaił Naumow
Michaił Iwanowicz Naumow (ros. Михаил Иванович Наумов, ur. 3 października?/16 października 1908 we wsi Bolszaja Sosnowa w Kraju Permskim, zm. 8 lutego 1974 w Kijowie) – radziecki dowódca wojskowy, generał major, Bohater Związku Radzieckiego (1943).

## Życiorys
Urodził się w rodzinie chłopskiej. Pracował jako ślusarz w kopalni w obwodzie permskim, gdzie był propagandzistą i sekretarzem rejonowego komitetu Komsomołu, od 1928 należał do WKP(b), od 1930 służył w Wojskach Pogranicznych OGPU. Uczył się w szkole młodszych dowódców OGPU w Szostce, później ukończył wojskową szkołę chemiczną w Homlu, a w 1937 Wyższą Szkołę Pograniczną w Moskwie i w 1938 został dowódcą kompanii pułku wojsk wewnętrznych NKWD w Kijowie, w 1940 został dowódcą batalionu szkolnego wojsk pogranicznych w Czerniowcach. Po ataku Niemiec na ZSRR został szefem wydziału w sztabie oddziału pogranicznego wojsk Ludowego Komisariatu Spraw Wewnętrznych Ukraińskiej SRR w mieście Skole.

### Działalność partyzancka
Był ranny w walkach, od lipca 1941 do 1 stycznia 1942 znajdował się na okupowanym terytorium, po wyleczeniu przedostał się z Halicza do lasów w obwodzie orłowskim, w styczniu 1942 nawiązał łączność z partyzantami w obwodzie sumskim. Wstąpił do oddziału partyzanckiego, wkrótce został dowódcą grupy partyzanckiej, od października 1942 do stycznia 1943 był szefem sztabu grupy oddziałów partyzanckich. W styczniu 1943 na polecenie szef Ukraińskiego Sztabu Ruchu Partyzanckiego powstało zgrupowanie partyzanckie, którego dowódcą został Naumow. Zajmował się m.in. dywersją i sabotażem na kolei, w tym na trasach Sumy-Konotop i Sumy-Charków, jego zgrupowanie działało w 1943 w obwodach sumskim, połtawskim, charkowskim, kirowohradzkim, odeskim, winnickim, kijowskim, żytomierskim i poleskim. Na przełomie stycznia i lutego jego liczący 650 ludzi oddział partyzanckiej kawalerii przeprowadził rajd po terytorium obwodu sumskiego. Wobec korzystnego rozwoju sytuacji, zasięg rajdu został zwiększony. 26 lutego 1943 roku, dowodzone przez niego zgrupowanie przekroczyło Dniepr, planując połączyć się z tamtejszymi oddziałami partyzanckimi. W następnym okresie nastąpiło pogorszenie sytuacji wojsk partyzanckich. Brak zaopatrzenia oraz uszczuplenie oddziału o grupy które pozostały w tyle, spowodował odwrót na terytorium południowej Białorusi. W kwietniu dowodzone przez niego wojska weszły w skład oddziału Sydora Kowpaka. W tym czasie, Michaił Naumow otrzymał stopień generała majora. W styczniu 1944 dowodzone przez niego zgrupowanie wykonało rajd do obwodów rówieńskiego, tarnopolskiego, drohobyckiego i lwowskiego, wkrótce objęło zasięgiem działania także część polskiego województwa lubelskiego. Wiosną 1944 wraz ze zgrupowaniem powrócił w szeregi regularnej Armii Czerwonej.

### Okres powojenny
Po wojnie Naumow pełnił różne funkcje w wojskach pogranicznych, w 1953 został szefem Wojsk Wewnętrznych Ministerstwa Spraw Wewnętrznych Ukraińskiej SRR (do 1960) i krótko był wtedy p.o. ministra spraw wewnętrznych Ukraińskiej SRR, w 1960 został zwolniony do rezerwy. Był deputowanym do Rady Najwyższej Ukraińskiej SRR 4 i 5 kadencji. Zmarł 8 lutego 1974 roku w Kijowie. Pochowany na tamtejszym Cmentarzu Bajkowym .

## Odznaczenia
- Złota Gwiazda Bohatera Związku Radzieckiego (7 marca 1943)[3]
- Order Lenina
- Order Czerwonego Sztandaru (dwukrotnie)
- Order Bohdana Chmielnickiego I klasy
- Order Wojny Ojczyźnianej I klasy
- Order Czerwonej Gwiazdy

I medale.

### Publikacje
- Aleksandr Gogun: Partyzanci Stalina na Ukrainie. Warszawa: Bellona, 2010. ISBN 978-83-11-11886-7. (pol.).

### Publikacje online
- Наумов, Михаил Иванович. [w:] Герои страны [on-line]. [dostęp 2019-03-28]. (ros.).